# 桑戴·阿得拉加
桑戴·阿得拉加（烏克蘭語：Сандей Аделаджа），总部位于乌克兰基辅的基督教福音派教会蒙福神国万民大使教会的创始人和高级牧师，生于尼日利亚。1986年前往苏联白俄罗斯明斯克留学，期间开始秘密学习圣经。苏联解体后，阿得拉加前往乌克兰并结婚，成为乌克兰史上第一个上镜的黑人记者。他创办的教会受到了一些乌克兰人的欢迎，基辅市长列昂尼德·切尔诺韦茨基也是该组织的成员。不过，阿得拉加曾被人指出参与了金融诈骗，但他并未被乌克兰司法部门起诉。